# あ・れ・か・ら
「あ・れ・か・ら」は、ヒロスケ（文田博資）の3枚目のシングル。1980年12月5日にフォーライフ・レコードから発売された。

## 解説
- 朝日放送系テレビドラマ「ザ・ハングマン」のエンディングテーマとして使われた。
- ジャケットはモノクロの本人の顔アップのものと、上半身全体が写り「ザ・ハングマン」の出演者が左下に写るカラーの二種類存在する。

## 収録曲
作詩･作曲：文田博資
A面
1. あ・れ・か・ら（4分15秒）
編曲：市川秀男

B面
1. I'M A HOBO,風来坊（3分12秒）
編曲：ヒロスケ

### 制作スタッフ
- ディレクター：中村たつひこ
- レコーディング・エンジニア：石塚良一

## 収録アルバム
- 風来坊（Who Lie Bow）〜Song for stranger〜　-「あ・れ・か・ら」「I'M A HOBO,風来坊」収録。
- オリジナル・サウンドトラック ザ・ハングマン（1987年）-「あ・れ・か・ら」収録。
- オリジナル・サウンドトラック ザ・ハングマン VOL.2（1987年）-「あ・れ・か・ら」（Inst.）収録。
- ザ・ハングマン 燃える音楽簿（1998年2月4日）-　「あ・れ・か・ら」に加え、「あ・れ・か・ら」バリエーション版も収録。
- 原宿フォーク・グラフィティ 40（2007年10月24日）-　「あ・れ・か・ら」収録。
- FORLIFE CLASSICS（2010年12月8日）-　「あ・れ・か・ら」収録。